# Bassa Friülana

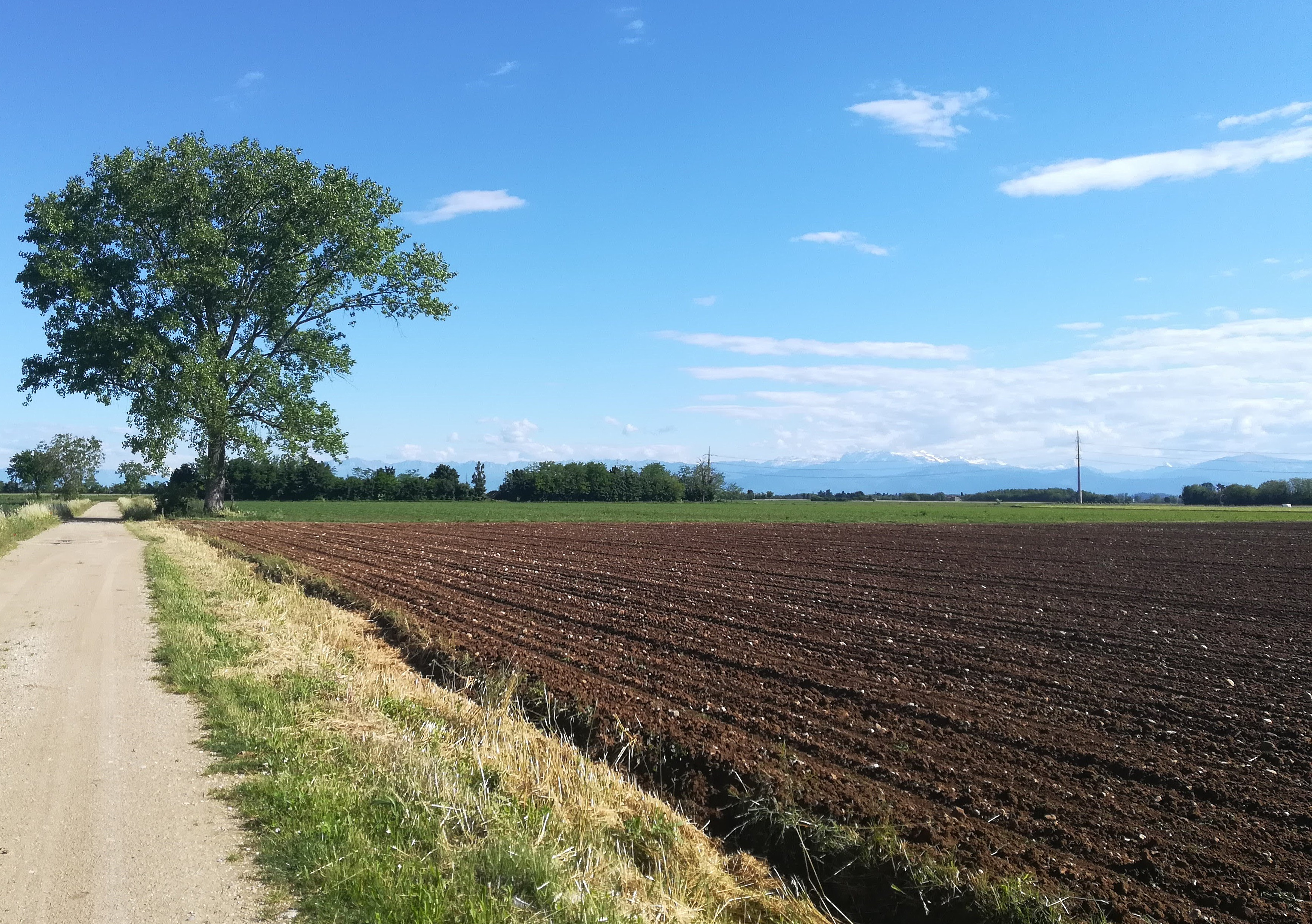
Imatge de la planura.

Bassa Friülana (friülà Basse furlane) és el nom que rep la planura meridional del Friül que representa la secció més oriental de la planura padana. És situada a la zona meridional de la província d'Udine, entre el continent i el mar Adriàtic, limitada al nord per la ciutat de Palmanova, a l'est el riu Isonzo, a l'oest el Tagliamento i al sud el Mar.
La zona es caracteritza per una rica xarxa hidràulica amb els rius Tagliamento, Stella, Turgnano, Corno, Ausa, Torre, Isonzo i altres, així com el llac Marano Lagunare, que garanteixen la fertilitat del sòl.

## Municipis de la Bassa Friülana
| Municipi               | Habitants | Superfície (km²) | Fraccions i localitats                                          |
| Aiello del Friuli      | 2.221     | 13,00            | Joannis                                                         |
| Aquileia               | 3.487     | 36,00            | Beligna, Belvedere, Viola, Monastero                            |
| Bagnaria Arsa          | 3.471     | 19,00            | Campolonghetto, Castions delle Mura, Privano, Sevegliano        |
| Bicinicco              | 1.904     | 15,00            | Cuccana, Felettis, Griis                                        |
| Campolongo Tapogliano  | 707       | 4,63             | Cavenzano, San Leonardo                                         |
| Carlino                | 2.795     | 30,00            | -                                                               |
| Cervignano del Friuli  | 13.005    | 28,00            | Scodovacca, Strassoldo, Muscoli, Pradiziolo                     |
| Fiumicello             | 4.715     | 22,00            | San Valentino, San Lorenzo, Papariano, San Antonio              |
| Gonars                 | 4.688     | 19,90            | Ontagnano, Fauglis, Bordiga                                     |
| Latisana               | 13.412    | 42,30            | Bevazzana, Gorgo, Latisanotta, Paludo, Pertegada                |
| Lignano Sabbiadoro     | 6.701     | 16,20            | -                                                               |
| Marano Lagunare        | 2.020     | 90,26            | -                                                               |
| Muzzana del Turgnano   | 2.693     | 24,00            | Casali Franceschinis                                            |
| Palazzolo dello Stella | 3.044     | 34,43            | Modeano, Piancada, Polesan                                      |
| Palmanova              | 5.333     | 13,32            | Jalmicco, Sottoselva, San Marco                                 |
| Pocenia                | 2.604     | 23,00            | Paradiso di Pocenia, Roveredo, Torsa                            |
| Porpetto               | 2.727     | 19,65            | Castello, Corgnolo, Pampaluna, Villalta                         |
| Precenicco             | 1.487     | 26,00            | Titiano                                                         |
| Ronchis                | 2.008     | 18,00            | Fraforeano                                                      |
| Ruda                   | 2.971     | 18,80            | Alture, Cortona, Mortesins, Perteole, Saciletto, San Nicolò     |
| San Giorgio di Nogaro  | 7.577     | 25,83            | Chiarisacco, Galli, Porto Nogaro, Villanova, Zellina, Zuccola   |
| Santa Maria la Longa   | 2.421     | 19,47            | Mereto di Capitolo, Ronchiettis, Santo Stefano Udinese, Tissano |
| San Vito al Torre      | 1.342     | 11,58            | Crauglio, Nogaredo al Torre                                     |
| Teor                   | 2.044     | 16,00            | Campomolle, Chiarmacis, Driolassa, Rivarotta                    |
| Terzo d'Aquileia       | 2.850     | 28,00            | San Martino                                                     |
| Torviscosa             | 3.064     | 48,00            | Malisana                                                        |
| Villa Vicentina        | 1.403     | 5,00             | Capo di Sopra                                                   |
|                        |           |                  |                                                                 |
| Total                  | 110.636   | 732,89           | 78                                                              |